# استئصال العقدة
استئصال العقدة هو عملية إزالة العقد جراحياً. تتطلب عملية إزالة الكيسات العقدية استئصال العقد. تتكون مثل هذه الأكياس عادة على اليد أو القدم أو الرسغ وقد تسبب ألماً أو تضعف من وظيفة العضو. يتم أولاً شفط الكيس والحقن بالستيرويد. إذا فشل الإجراء، يتم استئصال الكيس بعد إعطاء المريض مخدر موضعي أو حتى عام. كما يتم استئصال العقد لأسباب أخرى كعلاج الآلام المزمنة.